# BH Tennis Open International Cup 2004
Il BH Tennis Open International Cup 2004 è stato un torneo di tennis facente parte della categoria ATP Challenger Series nell'ambito dell'ATP Challenger Series 2004. Il torneo si è giocato a Belo Horizonte in Brasile dal 26 luglio al 1º agosto 2004 su campi in cemento.

## Vincitori

### Singolare
Janko Tipsarević ha battuto in finale  Ricardo Mello con il punteggio di 6–4, 5–7, 6–4

### Doppio
Sanchai Ratiwatana /  Sonchat Ratiwatana hanno battuto in finale  Marcos Daniel /  Iván Miranda con il punteggio di 6–2, 7–5